# Scandale
Scandale é uma comuna italiana da região da Calábria, província de Crotone, com cerca de 3.179 habitantes. Estende-se por uma área de 53 km², tendo uma densidade populacional de 60 hab/km². Faz fronteira com Crotone, Cutro, Rocca di Neto, San Mauro Marchesato, Santa Severina.

## Demografia
| Variação demográfica do município entre 1861 e 2011                               |
|                                                                                   |
| Fonte: Istituto Nazionale di Statistica (ISTAT) - Elaboração gráfica da Wikipedia |